# Třetí odmocnina

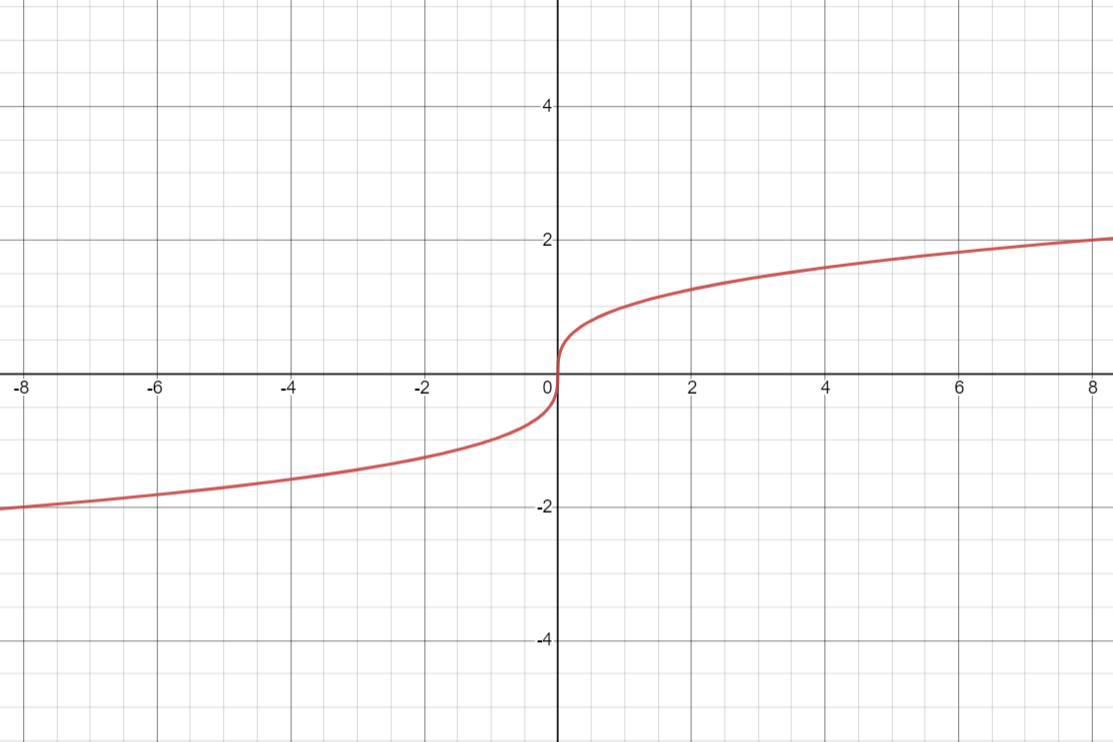
Graf funkce

Třetí odmocnina (znak ∛) pro číslo n je takové číslo, které po umocnění na třetí dává číslo n. Platí tedy {\displaystyle {\sqrt[{3}]{n}}=b}, pokud {\displaystyle b^{3}=n}. Dále platí {\displaystyle {\sqrt[{3}]{n}}\cdot {\sqrt[{3}]{n}}\cdot {\sqrt[{3}]{n}}=n} a {\displaystyle {\frac {n}{({\sqrt[{3}]{n}})^{2}}}={\frac {n}{{\sqrt[{3}]{n}}\cdot {\sqrt[{3}]{n}}}}={\frac {n}{n^{\frac {2}{3}}}}={\sqrt[{3}]{n}}=n^{\frac {1}{3}}}. Odpovídající matematická operace se nazývá odmocňování třemi.

## Znak ∛
Třetí odmocnina má společně s druhou (√) a čtvrtou (∜) odmocninou vlastní znak v Unicodu. Je to U+221B.

## Využití
Třetí odmocnina má své využití při počítání některých vlastností krychle a koule z jejich objemu.
- délka hrany z objemu krychle: {\displaystyle a={\sqrt[{3}]{V}}}
- poloměr z objemu koule: {\displaystyle r={\frac {\sqrt[{3}]{\frac {6V}{\pi }}}{2}}}
- obvod z objemu koule: {\displaystyle o={\sqrt[{3}]{6\pi ^{2}V}}}
- povrch z objemu koule: {\displaystyle {\sqrt[{3}]{36\pi V^{2}}}}[1]

## Třetí odmocnina ze záporných čísel
Třetí odmocninu je možné, na rozdíl od druhé odmocniny, vypočítat i ze záporného čísla (viz graf funkce {\displaystyle y={\sqrt[{3}]{x}}}). Záporná čísla umocněná na třetí totiž musí vycházet záporně, neboť umocňujeme na liché číslo. Např. {\displaystyle {\sqrt[{3}]{-27}}=-3}, tedy {\displaystyle (-3)^{3}=(-3)\cdot (-3)\cdot (-3)=9\cdot (-3)=-27}.

## Třetí odmocnina z nuly
Třetí odmocnina z nuly se rovná nule {\displaystyle ({\sqrt[{3}]{0}}=0)}, neboť {\displaystyle 0^{3}=0\cdot 0\cdot 0=0} (nula umocněná na jakékoli kladné číslo se musí rovnat nule).

## Odmocniny základních čísel
Mezi čísly 0–100 se vyskytuje celkem pět čísel, jež mají celou třetí odmocninu (tato čísla jsou třetími mocninami čísel 0, 1, 2, 3, 4). Jsou to: 0, 1, 8, 27 a 64. Následuje výčet netriviálních třetích odmocnin čísel 0–11 s přesností na osm desetinných míst.
| {\displaystyle {\sqrt[{3}]{2}}=1,25992105} {\displaystyle {\sqrt[{3}]{3}}=1,44224957} {\displaystyle {\sqrt[{3}]{4}}=1,58740105} {\displaystyle {\sqrt[{3}]{5}}=1,70997595} {\displaystyle {\sqrt[{3}]{6}}=1,81712059} |  |  |  | {\displaystyle {\sqrt[{3}]{7}}=1,91293118} {\displaystyle {\sqrt[{3}]{8}}=2} {\displaystyle {\sqrt[{3}]{9}}=2,08008382} {\displaystyle {\sqrt[{3}]{10}}=2,15443469} {\displaystyle {\sqrt[{3}]{11}}=2,22398009} |
| --- |  |  |  | --- |